# Вулкан
Вулкан (от лат. Vulcanus) — эффузивное геологическое образование, имеющее выводное отверстие (жерло, кратер, кальдера) или трещины, из которых горячая лава и вулканические газы поступают на поверхность из недр планеты, или поступали ранее. Возвышенность, сложенная эффузивными горными породами.
Вулканы возникают на земной коре и других планетах, где магма выходит на поверхность, выделяя различные продукты вулканизма, которые образуют холмы и горы.

## Термин
Слово «вулкан» происходит от имени древнеримского бога огня — Вулкана (лат. Vulcanus или Volcanus). Его мастерская была на острове Вулькано (Италия).
Вулканология — наука, изучающая вулканы. Вулканолог — учёный, изучающий вулканы.
Производные понятия:
- грязевые вулканы собственно вулканами не являются и относятся к поствулканическим явлениям➤.
- асфальтовые вулканы, у которых продуктами извержения являются нефтепродукты: газ, нефть и смолы.

## Вулканическая активность
Наиболее интенсивно вулканизм проявлен в следующих геологических обстановках:
- на активных континентальных окраинах
- в зонах срединно-океанических хребтов
- над горячими точками в областях поднятия мантийного плюма

Вулканы на Земле делятся на два типа:
- Активные вулканы (действующие) — извергавшиеся в исторический период времени или в течение голоцена (в последние 10 тысяч лет). Некоторые активные вулканы могут считаться спящими, но на них ещё возможны извержения.
- Неактивные вулканы (потухшие) — древние вулканы, потерявшие свою активность.

На суше насчитывается около 900 активных вулканов (см. список крупнейших вулканов ниже), в морях и океанах их число уточняется.
Период извержения вулкана может продолжаться от нескольких дней до нескольких миллионов лет.

### На других планетах
Астрофизики, в историческом аспекте, считают, что вулканическая активность, вызванная, в свою очередь, приливным воздействием других небесных тел, может способствовать появлению жизни. В частности, именно вулканы внесли вклад в формирование земной атмосферы и гидросферы, выбросив значительное количество углекислого газа и водяного пара. Так, например, в 1963 году в результате извержения подводного вулкана у юга Исландии возник остров Сюртсей, который в настоящее время является площадкой для научных исследований по наблюдению зарождения жизни.
Учёные также отмечают, что слишком активный вулканизм, как например, на спутнике Юпитера Ио, может сделать поверхность планеты непригодной для жизни. В то же время слишком слабая тектоническая активность ведёт к исчезновению углекислого газа и стерилизации планеты. «Эти два случая представляют собой потенциальные границы обитаемости планет и существуют наряду с традиционными параметрами зон жизни для систем маломассивных звёзд главной последовательности».

## Типы вулканических построек
В общем виде вулканы подразделяются на линейные и центральные, однако это деление условно, так как большинство вулканов приурочены к линейным тектоническим нарушениям (разломам) в земной коре.
- Линейные вулканы трещинного типа, обладают протяжёнными подводящими каналами, связанными с глубоким расколом коры. Для них характерны трещинные извержения, при которых из таких трещин изливается базальтовая жидкая магма, которая растекаясь в стороны, образует крупные лавовые покровы. Вдоль трещин возникают пологие валы разбрызгивания, крупные шлаковые конусы, лавовые поля. Если магма имеет более кислый состав (более высокое содержание диоксида кремния в расплаве), образуются линейные экструзивные валы и массивы. Когда происходят взрывные извержения, то могут возникать эксплозивные рвы протяжённостью в десятки километров.
- Вулканы центрального типа имеют центральный подводящий канал, или жерло, ведущее к поверхности от магматического очага. Жерло оканчивается расширением, кратером, который по мере роста вулканической постройки перемещается вверх. У вулканов центрального типа могут быть побочные, или паразитические, кратеры, которые располагаются на его склонах и приурочены к кольцевым или радиальным трещинам. Нередко в кратерах существуют озёра жидкой лавы. Если магма вязкая, то образуются купола выжимания, которые закупоривают жерло, подобно «пробке», что приводит к сильнейшим взрывным извержениям с разрушением лавовой «пробки».

Формы вулканов центрального типа зависят от состава и вязкости магмы. Горячие и легкоподвижные базальтовые магмы создают обширные и плоские щитовые вулканы (Мауна-Лоа, Мауна-Кеа, Килауэа). Если вулкан периодически извергает то лаву, то пирокластический материал, возникает конусовидная слоистая постройка, стратовулкан. Склоны такого вулкана обычно покрыты глубокими радиальными оврагами — барранкосами. Вулканы центрального типа могут быть чисто лавовыми, либо образованными только вулканическими продуктами — вулканическими шлаками, туфами и т. п. образованиями, либо быть смешанными — стратовулканами.
Различают также моногенные и полигенные вулканы. Первые возникли в результате однократного извержения, вторые — многократных извержений. Вязкая, кислая по составу, низкотемпературная магма, выдавливаясь из жерла, образует экструзивные купола (игла Монтань-Пеле, 1902 год).
Отрицательные формы рельефа, связанные с вулканами центрального типа, представлены кальдерами — крупными провалами округлой формы, диаметром в несколько километров. Кроме кальдер, существуют и крупные отрицательные формы рельефа, связанные с прогибом под воздействием веса извергнувшегося вулканического материала и дефицитом давления на глубине, возникшим при разгрузке магматического очага. Такие структуры называются вулканотектоническими впадинами, депрессиями. Вулканотектонические депрессии распространены очень широко и часто сопровождают образование мощных толщ игнимбритов — вулканических пород кислого состава, имеющих различный генезис. Они бывают лавовыми или образованными спёкшимися или сваренными туфами. Для них характерны линзовидные обособления вулканического стекла, пемзы, лавы, называемых фьямме и туфовая или тофовидная структура основной массы. Как правило, крупные объёмы игнимбритов связаны с неглубоко залегающими магматическими очагами, сформировавшимися за счёт плавления и замещения вмещающих пород.

## Классификация по форме
Форма вулкана зависит от состава извергаемой им лавы; обычно рассматривают пять типов вулканов:
- Щитовидные (щитовые) вулканы. Образуются в результате многократных выбросов жидкой лавы. Эта форма характерна для вулканов, извергающих базальтовую лаву низкой вязкости: она длительное время вытекает как из центрального жерла, так и из боковых кратеров вулкана. Лава равномерно растекается на многие километры; постепенно из этих наслоений формируется широкий «щит» с пологими краями. Пример — вулкан Мауна-Лоа на Гавайях, где лава стекает прямо в океан; его высота от подножия на дне океана составляет примерно десять километров (при этом подводное основание вулкана имеет[5] длину 120 км и ширину 50 км).
- Шлаковые конусы. При извержении таких вулканов крупные фрагменты пористых шлаков нагромождаются вокруг кратера слоями в форме конуса, а мелкие фрагменты формируют у подножия покатые склоны; с каждым извержением вулкан становится всё выше. Это самый распространённый тип вулканов на суше. В высоту они не больше нескольких сотен метров. Часто шлаковые конусы формируются как побочные конусы крупного вулкана, либо в качестве отдельных центров эруптивной активности при трещинных извержениях. Пример — несколько групп шлаковых конусов появились при последних извержениях вулкана Плоский Толбачик на Камчатке в 1975-76 и в 2012-2013 гг.
- Стратовулканы, или «слоистые вулканы». Периодически извергают лаву (вязкую и густую, быстро застывающую) и пирокластическое вещество — смесь горячего газа, пепла и раскалённых камней; в результате отложения на их конусе (остром, с вогнутыми склонами) чередуются. Лава таких вулканов вытекает также из трещин, застывая на склонах в виде ребристых коридоров, которые служат опорой вулкана. Примеры — Этна, Везувий, Фудзияма.
- Купольные вулканы. Образуются, когда вязкая гранитная магма, поднимаясь из недр вулкана, не может стечь по склонам и застывает вверху, образуя купол. Она закупоривает его жерло, как пробка, которую со временем вышибают накопившиеся под куполом газы. Такой купол формируется сейчас над кратером вулкана Сент-Хеленс на северо-западе США, образовавшегося при извержении 1980 г.
- Сложные (смешанные, составные) вулканы.

- Вулканы Чирип (слева) и Богдан Хмельницкий (справа). Остров Итуруп.
- Вулкан Баранского. Остров Итуруп.
- Везувий и развалины Помпей (Морские ворота).
- Вулкан Тятя. Остров Кунашир.
- Везувий со стороны Эрколано.

## Вулканическое извержение
Извержения вулканов относятся к геологическим чрезвычайным ситуациям, которые нередко приводят к стихийным бедствиям. Процесс извержения может длиться от нескольких часов до многих лет.
Под извержением понимается процесс поступления из недр на поверхность значительного количества раскалённых и горячих вулканических продуктов в газообразном, жидком и твёрдом состоянии. При извержениях формируются вулканические постройки — характерной формы возвышенности, приуроченные к каналам и трещинам, по которым из магматических очагов поступают на поверхность продукты извержения. Обычно они имеют форму конуса с углублением — кратером на вершине. В случае её проседания и обрушения образуется кальдера — обширная циркообразная котловина с крутыми стенками и относительно ровным дном.
Общепринятая оценка силы извержения, или его эксплозивности, без учёта индивидуальных особенностей вулкана производится по шкале Volcanic Explosivity Index (VEI). Она предложена в 1982 году американскими учёными К. Ньюхоллом (C. A. Newhall) и С. Селфом (S. Self) позволяя дать общую оценку извержения по воздействию на земную атмосферу. Показателем силы извержения вулкана, независимо от его объёма и местоположения, в шкале VEI является объём извергнутых продуктов — тефры и высота столба пепла — эруптивной колонны.
Среди различных классификаций выделяются общие типы извержений:
- Гавайский тип — выбросы жидкой базальтовой лавы, часто образуются лавовые озёра, лавовый поток может растекаться на большие расстояния.
- Стромболийский тип — лава более густая и выбрасывается из жерла частыми взрывами. Характерно образование конусов из пепла, вулканических бомб и лапилли.
- Плинианский тип — мощные редкие взрывы, способные выбросить тефру на высоту до нескольких десятков километров.
- Пелейский тип — извержения, отличительным признаком которых является образование экструзивных куполов и пирокластических потоков («палящих туч»).
- Газовый (фреатический) тип — извержения, при которых кратера достигают только вулканические газы и происходит выброс твёрдых пород. Магма не наблюдается.
- Подводный тип — извержения, происходящие под водой. Как правило, сопровождаются выбросами пемзы.

По оценкам вулканологов, на поверхность Земли ежегодно выносится около {\displaystyle 9\cdot 10^{15}} граммов магмы, вулканического пепла, газов и различных паров. В предположении, что вулканизм Земли за всю её геологическую историю имел одинаковую интенсивность, то за 5 миллиардов лет на её поверхность было вынесено около {\displaystyle 4.5\cdot 10^{25}} граммов вулканических материалов с плотностью около {\displaystyle 2.6/{\text{г}}^{3}.} Если всю эту массу равномерно распределить по поверхности Земли, то получится слой в 34 километра. Таким образом, современная кора Земли — результат длительной переработки вещества верхней мантии путем выветривания, переосаждения и окисления пород атмосферой и гидросферой Земли, а также преобразования пород жизнедеятельностью организмов.

## Поствулканические явления
После извержений, когда активность вулкана либо прекращается навсегда, либо он «дремлет» в течение тысяч лет, на самом вулкане и его окрестностях сохраняются процессы, связанные с остыванием магматического очага и называемые поствулканическими. К ним относят:
- фумаролы
- термы
- гейзеры
- грязевые вулканы

Во время извержений иногда происходит обрушение вулканического сооружения с образованием кальдеры — крупной впадины диаметром до 16 км и глубиной до 1000 м. При подъёме магмы внешнее давление ослабевает, связанные с ней газы и жидкие продукты вырываются на поверхность, и происходит извержение вулкана. Если на поверхность выносится не магма, а древние горные породы, и среди газов преобладает водяной пар, образовавшийся при нагревании подземных вод, то такое извержение называют фреатическим.
Поднявшаяся к земной поверхности лава не всегда на эту поверхность выходит. Она лишь поднимает слои осадочных пород и застывает в виде компактного тела (лакколита), образуя своеобразную систему невысоких гор. В Германии к таким системам относятся области Рён и Эйфель. На последней наблюдается и другое поствулканическое явление в виде озёр, заполняющих кратеры бывших вулканов, которым не удалось сформировать характерный вулканический конус (так называемые маары).
Гейзеры встречаются в районах с вулканической деятельностью, там, где горячие породы расположены близко к поверхности земли. В таких местах подземные воды нагреваются до температуры кипения, и в воздух периодически выбрасывается фонтан горячей воды и пара. В Новой Зеландии и Исландии энергия гейзеров и горячих источников используется для выработки электричества. Один из самых знаменитых гейзеров в мире — гейзер Старый служака в Йеллоустонском национальном парке (США), который каждые 70 минут выстреливает струю воды и пара на высоту 45 м.
Грязевые вулканы — небольшие вулканы, через которые на поверхность выходит не магма, а жидкая грязь и газы из земной коры. Грязевые вулканы намного меньше по размерам, чем обыкновенные. Грязь, как правило, выходит на поверхность холодной, но газы, извергаемые грязевыми вулканами, часто содержат метан и могут загореться во время извержения, создавая картину, похожую на извержение обыкновенного вулкана в миниатюре.
В России грязевые вулканы распространены на Таманском полуострове; они встречаются также на Крымском полуострове, в Сибири, около Каспийского моря, на Байкале и на Камчатке. На территории Евразии грязевые вулканы часто встречаются в Азербайджане, Грузии, Исландии, Туркменистане, Индонезии.